# 1342

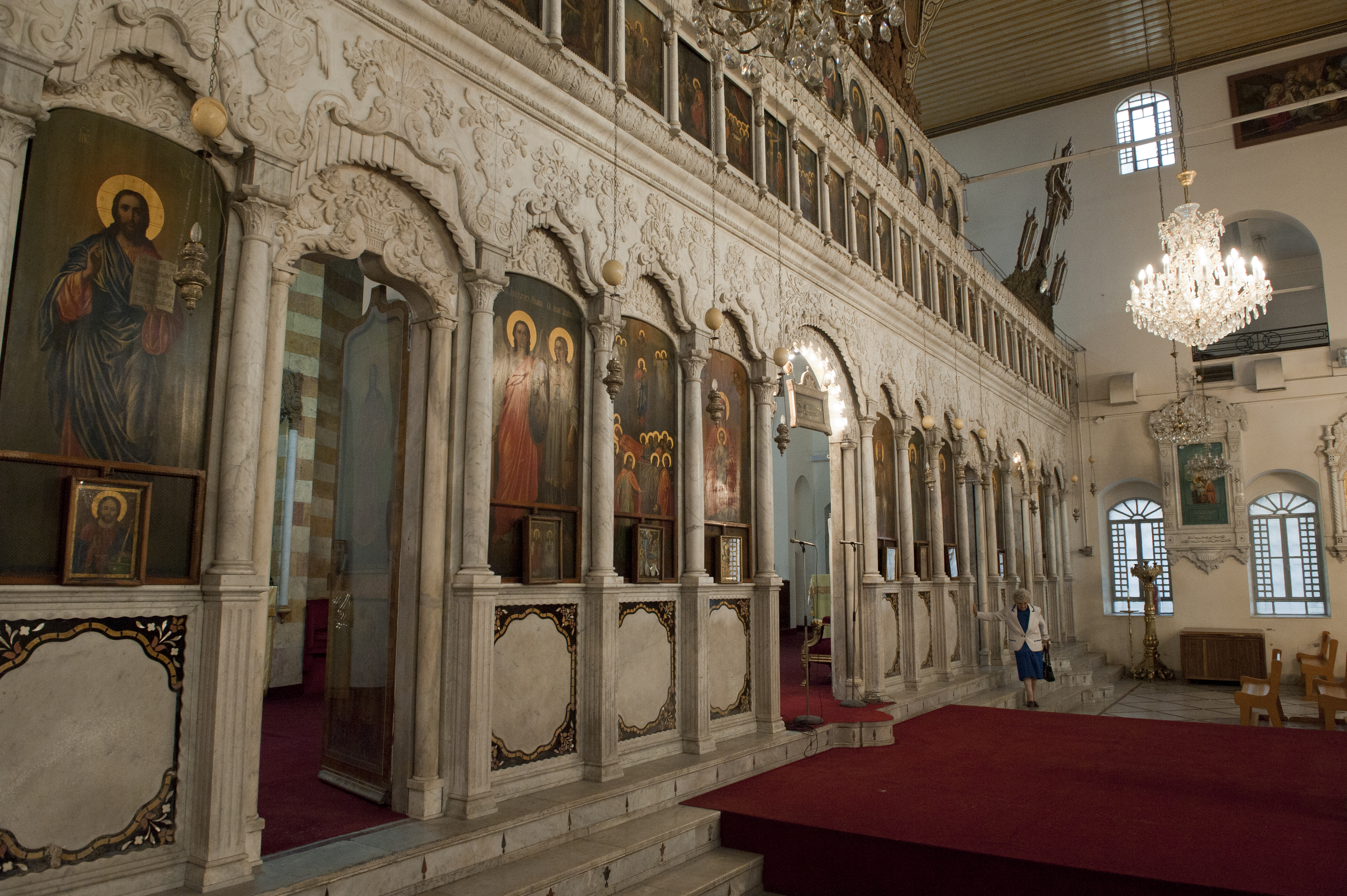
Iconostasul Catedralei Adormirii Maicii Domnului din Damasc. Începând cu 1342, aceasta a devenit catedrala patriarhală a Patriarhiei Antiohiei.

1342 (MCCCXLII) a fost un an obișnuit al calendarului iulian, care a început într-o zi de joi.

## Evenimente
- 20 mai: Sub comanda lui Walter de Masny, o expediție engleză debarcă la Brest, susținând pe Jeanne de Flandre la conducerea ducatului Bretagne, împotriva lui Charles de Blois.
- 6 iulie: Orașul Lucca este cucerit de către pisani.
- 14 august: Robert al III-lea de Artois sosește în Bretagne, susținut de trupele engleze.
- 19 august: Giovanni di Marignolli este primit în audiență de marele han Toghan Timur.

### Nedatate
- mai: Charles de Blois, devenit duce de Bretagne, cucerește orașul Rennes; o parte din trupele sale sunt comandate de Bertrand Du Guesclin.
- mai-iunie: Sosirea la Pekin a legatului papal Giovanni di Marignolli.
- iunie: Charles de Blois este nevoit să renunțe la asedierea localității Hennebont.
- octombrie: Regele Eduard al III-lea al Angliei debarcă în Brest și asediază orașul Vannes.
- Crah al companiilor bancare din Florența.
- Gruparea zeloților preia puterea în Salonic, alungându-i pe aristocrați din oraș și declarându-se de partea regenților în războiul civil din Bizanț. Exemplul este preluat de alte orașe (Verria, Adrianopol), care se revoltă împotriva aristocrației și a pretendentului Ioan al VI-lea Cantacuzino.
- Patriarhia de Antiohia este transferată la Damasc.
- Stabilirea de relații diplomatice între Bengalul musulman și China; portul Chittagong devine un important centru al comerțului cu Extremul Orient.
- Timișoara este menționată pentru prima oară cu titlul de "civitas" (oraș).
- Republica Venețiană încheie un tratat cu Hoarda de Aur prin care se asigură că soluționarea litigiilor dintre negustorii venețieni și localnicii tătari din cetatea Tana va intra sub jurisdicția exclusivă a consulului trimis de venețieni și a guvernatorului tătar al orașului, și nu sub cea a hanului.[1]

## Arte, științe, literatură și filozofie
- Pietro Lorenzetti pictează „Nașterea fecioarei”.

## Înscăunări
- 22 ianuarie: Pierre, duce de Bourbon (1342-1356).

- 19 mai: Papa Clement al VI-lea (laic: Pierre Roger, episcop de Rouen), (1342-1352)

- 21 iulie: Ludovic I al Ungariei, rege din dinastia de Anjou (1342-1382)

- 15 august: Ludovic "Copilul", rege al Siciliei și duce de Atena.

- 4 septembrie: Ioan al III-lea Megas Comnen, împărat bizantin de Trapezunt (1342-1344)

- 15 septembrie: Ludovic I de Anjou, rege al Siciliei.

- Djanibeg, han al Hoardei de Aur (1342-1357).

- Guy de Lusignan (fratele regelui Henric al II-lea al Ciprului), rege al Armeniei, sub numele de Constantin al IV-lea.

## Nașteri
- 15 ianuarie: Filip al II-lea, duce de Burgundia (d. 1404)
- 8 noiembrie: Juliana din Norwich, mistică din Anglia (d. 1413)
- Clement al VII-lea, antipapă (d. 1394)
- Leon al VI-lea, rege al Armeniei (d. 1393)

## Decese
- 22 ianuarie: Ludovic I, 62 ani, duce de Bourbon (n. 1279)
- 24 martie: Napoleone Orsini Frangipani, cardinal italian (n. ?)
- 24 aprilie: Papa Benedict al XII-lea (n. Jacques Fournier), 61 ani (n. 1280)
- 16 iulie: Carol I Robert de Anjou, rege al Ungariei din dinastia Anjou (n.1288)
- 15 august: Pietro al II-lea, rege al Siciliei (n. ?)
- 29 noiembrie: Bartolomeo Gradenigo, 61 ani, doge al Veneției (n. 1260)

### Nedatate
- noiembrie: Robert al III-lea de Artois, 54 ani (n. 1287)
- Al-Jaldaki, doctor și alchimist persan (n. ?)
- Marsilio di Padova, 71 ani, savant și teoretician italian (n. 1270)
- Matteo Silvatico, 56 ani, medic italian (n. 1285)
- Tinibeg, han al Hoardei de Aur (n. ?)